# 裸平鮋
裸平鮋，為輻鰭魚綱鮋形目鮋亞目平鮋科的其中一種，為亞熱帶海水魚，分布於西北太平洋日本及韓國海域，體長可達23.7公分，棲息在水淺的岩礁區，卵胎生，生活習性不明。